# Episodi di Dark Matter (serie televisiva 2015) (seconda stagione)
La seconda stagione della serie televisiva Dark Matter è trasmessa negli Stati Uniti in prima visione dal 1° luglio 2016 su Syfy.
| nº | Titolo originale                          | Titolo italiano | Prima TV USA      | Prima TV Italia |
| -- | ----------------------------------------- | --------------- | ----------------- | --------------- |
| 1  | Welcome to Your New Home                  |                 | 1º luglio 2016    |                 |
| 2  | Kill Them All                             |                 | 8 luglio 2016     |                 |
| 3  | I've Seen the Other Side of You           |                 | 15 luglio 2016    |                 |
| 4  | We Were Family                            |                 | 22 luglio 2016    |                 |
| 5  | We Voted Not to Space You                 |                 | 29 luglio 2016    |                 |
| 6  | We Should Have Seen This Coming           |                 | 5 agosto 2016     |                 |
| 7  | She's One Of Them Now                     |                 | 12 agosto 2016    |                 |
| 8  | Stuff To Steal, People To Kill            |                 | 19 agosto 2016    |                 |
| 9  | Going Out Fighting                        |                 | 26 agosto 2016    |                 |
| 10 | Take The Shot                             |                 | 2 settembre 2016  |                 |
| 11 | Wish I'd Spaced You When I Had The Chance |                 | 9 settembre 2016  |                 |
| 12 | Sometimes In Life You Don't Get To Choose |                 | 9 settembre 2016  |                 |
| 13 | But First, We Save The Galaxy             |                 | 16 settembre 2016 |                 |

## Welcome to Your New Home
- Titolo originale: Welcome to Your New Home
- Diretto da: Amanda Tapping
- Scritto da: Joseph Mallozzi e Paul Mullie

### Trama
Due, Tre e Quattro vengono rinchiusi in un carcere di massima sicurezza su una luna senza atmosfera. Sei intanto rivela di essere un poliziotto infiltrato dall'Autorità Galattica, inizialmente nella Procyon Insurrection, in seguito sulla Raza. L'androide nel frattempo viene riattivato, ma si rifiuta sorprendentemente di collaborare. Uno viene liberato dal suo avvocato e indaga sulla morte della moglie, scoprendo che prove a carico di Marcus Boone sono scadenti e sospettando di un complotto del suo amministratore delegato. Intanto Due, Tre e Quattro vengono rapidamente a conoscenza della vita in prigione, progettando una fuga. Sei scopre che l'Autorità Galattica sapeva della strage imminente per cui era stato manipolato dalla Procyon Insurrection, ma l'aveva lasciata accadere per aizzare le persone contro i sovversivi: è furioso e cerca di assicurarsi che Cinque stia bene, ma il caso gli viene tolto dal comandante Shaddick della Divisione Reati Gravi. Nel frattempo il vero Jace Corso rintraccia Uno e gli spara.

## Kill them all
- Titolo originale: Kill them all
- Diretto da: Bruce McDonald
- Scritto da: Joseph Mallozzi

### Trama
Il direttore della prigione cerca di uccidere, su ordine della Traugot, Due, Tre e Quattro, ma vengono salvati da Arax Nero, il capo di una gang della prigione che vuole unirsi al loro piano di fuga. Intanto il comandante Shaddick cerca di provare il coinvolgimento della Traugot nel disastro del dispositivo esploso sul pianeta della Mikkei, interrogando tutti i membri della Raza e cercando di far collaborare l'androide. La Mikkei ottiene di parlare con uno dei prigionieri e con un dispositivo oculare trasmette a Tre la planimetria completa della prigione. Sei, sempre più frustato dalle manipolazioni delle corporazioni e venuto a sapere che i suoi ex compagni verranno uccisi, contatta Due e le dice di volerli aiutare a fuggire. Quattro si fa estradare per fare arrivare uno shuttle da utilizzare per la fuga, intanto gli altri organizzano una sommossa per attuarla. Cinque si fa condurre dall'androide fingendo di volere collaborare e, quando Sei disattiva il sistema che la teneva legata, le ordina di uccidere tutti. I membri della Raza con l'androide, insieme anche ad Arax Nero e altri due prigionieri, Nyx e Devon, riescono a fuggire dalla prigione ed allontanarsi con la Raza, ma Sei viene ferito da un proiettile. Egli viene messo in stasi perché non hanno i mezzi per curare l'emorragia che si è procurato durante la fuga, intanto gli altri vengono a sapere della morte di Uno. Nel frattempo, altri sconosciuti si mettono alla caccia della Raza perché interessati a Cinque.

## I have seen the other side of you
- Titolo originale: I have seen the other side of you
- Diretto da: Steve Dimarco
- Scritto da: Paul Mullie

### Trama
L'androide si disattiva per riparare i danni subiti alla prigione e cerca di ristabilire un contatto neurale con la nave. Due, Tre e Quattro improvvisamente svengono e Cinque deve fidarsi dei nuovi arrivati: Nyx Harper, Devon Taltherd e Arax Nero. Quest'ultimo dirige la nave verso una stazione a sua detta sicura e ne approfitta per contattare di nascosto le persone che cercano Cinque. Intanto Due, Tre e Quattro si risvegliano con solo i ricordi di un tempo e imprigionano Cinque, Arax e Devon. Cinque capisce che in qualche modo mentre la nave cercava il contatto neurale con l'androide ha "scaricato" nei tre un backup delle loro memorie risalente a quattordici mesi prima, oscurando quelle degli ultimi mesi. Due si accorge di avere un collegamento neurale con la nave e cerca di controllarla. Nyx libera i prigionieri che cercano di raggiungere il ponte di comando, mentre Cinque si dirige in infermeria e con la sonda mentale si collega alla nave, riuscendo a piegare la volontà di Due usando un suo ricordo in cui era impaurita. Due, Tre e Quattro perdono nuovamente i sensi e si risvegliano senza più i ricordi del loro passato, ma decidono di non "scaricare" di nuovo il backup dei loro ricordi per non rischiare di cambiare la loro personalità come appena successo. Tre, cercando in una cassetta che aveva aperto quando aveva riacquistato i ricordi, attiva inconsapevolmente un segnalatore.

## We were family
- Titolo originale: We were family
- Diretto da: John Stead
- Scritto da: Joseph Mallozzi

### Trama
La Raza attracca ad una stazione spaziale: mentre Devon e Cinque acquistano medicinali per operare Sei con l'androide, quest'ultima viene avvicinata da un gruppo di androidi emancipati che vivono illegalmente come umani e che la invitano a vivere libera come un'umana tramite un particolare aggiornamento. Tre intanto incontra la banda di cui faceva parte e il suo capo Larcan Tanner, che afferma di averlo cresciuto come un figlio dopo la morte dei genitori. Tre decide di partecipare ad una rapina con la sua banda, ma capisce che è Tanner il responsabile della morte dei genitori e li uccide tutti, tornando sulla Raza. Mentre Devon opera Sei, Arax trafuga la chiave rubata da Cinque prima di salire sulla Raza e la consegna alle persone che la cercano, scoprendo però di essere caduto in una trappola di Cinque, che aveva installato telecamere nella sua stanza e gliel'ha subito sottratta. Cinque racconta tutto al resto dell'equipaggio e Arax viene abbandonato sulla stazione. Intanto, le persone alla ricerca di questa chiave spazio-tempo extradimensionale, vengono sollecitate a recuperarla dal comandante Nieman della Ferrous Corporation, poiché sarà determinante in una guerra imminente.

## We Voted Not To Space You
- Titolo originale: We Voted Not To Space You
- Diretto da: Ron Murphy
- Scritto da: Paul Mullie

### Trama
L'equipaggio Raza indaga sulla morte di Uno: l'androide con il consenso dell'equipaggio installa l'aggiornamento per renderla più umana e si fa arrestare per un reato minore per accedere al database della polizia, scoprendo che la polizia sospetta di Jace Corso, ma ha interrotto le indagini. La Raza rintraccia Corso su un pianeta sperduto e Due, Tre, Quattro e Nyx sbarcano per trovarlo; intanto l'Autorità Galattica si accorge della violazione del suo sistema e l'ispettore Kieken rintraccia la Raza nel tentativo di arrestarli. Quando rileva l'arrivo dell'Autorità Galattica, l'androide fa atterrare sul pianeta la Raza e Cinque, Sei e Devon cercano di raggiungere i compagni per aiutarli. Due e gli altri raggiungono Corso e lo inseguono in una miniera, ma questi fa esplodere il complesso nel tentativo di fuggire, facendo crollare anche parte della miniera. I membri della Raza rimangono separati: Quattro rimane bloccato da una frana e viene arrestato dall'ispettore Kieken, mentre Due uccide Corso dopo avere saputo che il mandante dell'uccisione di Uno non era la Traugot come pensava. I membri della Raza intercettano il plotone dell'Autorità Galattica e lo costringono alla resa, liberando Quattro e fuggendo poi dal pianeta. Due, parlando con Sei, si chiede chi sia il mandante della morte di Uno e Sei le dice dei sospetti che egli aveva sul suo amministratore delegato. Intanto, l'androide si rende conto che l'imperfezione che la rende parzialmente umana può mettere a rischio l'equipaggio.

## We Should Have Seen This Coming
- Titolo originale: We Should Have Seen This Coming
- Diretto da: Bruce McDonald
- Scritto da: Robert C. Cooper

### Trama
L'equipaggio della Raza ha bisogno di soldi e Nyx suggerisce una rapina ad una nave che trasporta una droga ricreativa chiamata "Shadow". Nyx salva anche il fratello Milo prigioniero della nave che spiega di essere parte un gruppo di persone con un istinto enormemente sviluppato che, unito in una sorta di mente collettiva su quella nave, permette ad individui particolarmente dotati chiamati "Veggenti" di prevedere il futuro. La Raza tenta di vendere la droga, ma viene intercettata dai Veggenti: Tre e Sei sono costretti ad atterrare con lo shuttle sul pianeta lì vicino, mentre la Raza fugge. Milo nel frattempo fa una serie di previsioni sul futuro: qualcuno tradirà di nuovo gli altri sulla Raza, e loro saranno determinanti in una guerra totale tra corporazioni imminente. La Raza torna a recuperare Tre e Sei nonostante sappia che la loro mossa sarà prevista; salvati i due compagni infatti, la nave dei Veggenti li raggiunge distruggendo i loro scudi e ordinando loro di restituire Milo per avere la salvezza. Milo decide di consegnarsi per permettere agli altri di andarsene, ma, su consiglio di Quattro, decide di suicidarsi per ostacolare lo strapotere dei Veggenti.

## She's one of them now
- Titolo originale: She's one of them now
- Diretto da: Jason Priestley
- Scritto da: Harley Peyton

### Trama
I membri della Raza rapiscono Tabor Calchek per avere informazioni su Alycia Reynaud, la donna che cerca la chiave in loro possesso. Utilizzando la tecnologia dei cloni, si introducono nel palazzo di Alycia Reynaud con la capsula per trasferimenti usata da lei. Tre, Quattro e Cinque trasferiscono i loro cloni e quest'ultima si inserisce nel database scoprendo la chiave è parte di un adattatore che permette al motore alle navi spaziali di teletrasportarsi in qualunque punto della galassia, anziché usare la velocità luce. I tre riescono a recuperare l'adattatore, ma Tre e Quattro vengono catturati e torturati per scoprire dove sono i loro veri corpi. Intanto Devon rivela a Nyx di essere tormentato dalla morte di una ragazza di 12 anni accaduta a causa della sua tossicodipendenza dalla droga "Shadow". Cinque ritrova i due compagni e uccide i loro cloni per evitargli sofferenze, poi fugge dal tetto e viene recuperata con lo shuttle da Due e Sei. Tornati appena in tempo sulla nave, fuggono sotto il fuoco degli uomini di Alycia Reynaud. La Raza attracca per liberare Tabor Calchek e anche Devon e Nyx decidono di scendere temporaneamente dalla nave. Più tardi Devon viene avvicinato dai Veggenti in un vicolo e pugnalato a morte quando si rifiuta di dire loro dove si trovi Nyx o la Raza. Quest'ultima intanto prova il nuovo dispositivo per il viaggio istantaneo, ma qualcosa sembra andare storto.

## Stuff To Steal, People To Kill
- Titolo originale: Stuff To Steal, People To Kill
- Diretto da: Andy Mikita
- Scritto da: Joseph Mallozzi

### Trama
Il dispositivo per il viaggio istantaneo trasporta la Raza poco distante, ma trovano la stazione appena lasciata distrutta e tre navi spaziali che stanno combattendo: due sono della Mikkei e la terza è identica alla Raza. Quest'ultima scompare nel nulla e le navi della Mikkei attaccano loro, Due quindi accetta di arrendersi per avere la salvezza. Mentre il comandante Truffault sale a bordo, l'androide intuisce che sono finiti in un universo parallelo dove la Raza usa abitualmente il viaggio istantaneo e combatte per la Ferrous Corporation. Due convince Traffault della teoria, che ne ha prova quando riceve notizia dell'avvistamento della Raza a 300 anni luce di distanza mentre parlano. Con l'aiuto della Mikkei, catturano Portia Lin e Marcus Boone usando Quattro, che in quella dimensione è diventato imperatore di Zairon. Due e Tre salgono a bordo dell'altra Raza per rubare il dispositivo, ma il motore viene attivato dagli altri membri: Jace Corso, Wexler e Tash. Dopo avere tentato invano che di fermarli prima che distruggano una colonia mineraria, Due e Tre con l'aiuto dell'androide li mettono fuori combattimento, impadronendosi della nave. Intanto la Mikkei occupa la Raza originale ricattando Due quando li raggiunge: il dispositivo in cambio della vita dei compagni. Due finge di accettare, ma manda l'androide della Raza alternativa su quella originale, prendendo anche il controllo di quella e rivolgendo le armi verso l'incrociatore della Mikkei. Truffault è costretta a lasciarli andare col dispositivo, e la Raza decide di lasciare andare Portia Lin e Marcus Boone. Dopo essere tornati nel loro universo, uno shuttle identico al loro si allontana dalla Raza e fugge a velocità luce. La Raza recupera Nyx alla stazione, ma non trovano traccia di Devon; più tardi, Due comincia a sentirsi male.

## Going Out Fighting
- Titolo originale: Going Out Fighting
- Diretto da: Peter DeLuise
- Scritto da: Ivon R. Bartok

### Trama
I naniti di Due si stanno esaurendo e la Raza raggiunge la sede centrale della Dwarf Star Technologies su Terra Prime. Due rintraccia Eric Waver, uno scienziato che lavorava nel laboratorio dove fu creata e che le racconta di essere stato l'unico risparmiato dalla strage che fece quando si liberò, poiché aveva mostrato compassione nei suoi confronti. Con un dispositivo replicano la retina di due colleghi di Eric e con quest'ultimo Tre e Sei si infiltrano nella struttura geostazionaria tramite un ascensore spaziale. I tre vengono tuttavia catturati dagli uomini di Rook ed Eric viene ucciso. Due, Quattro e Nyx usano il viaggio istantaneo con lo shuttle per teletrasportarsi nell'altrimenti inaccessibile stazione. Quattro libera i compagni, mentre Due e Nyx cercano i naniti, scoprendo però che Rook li ha fatti sparire. Le due donne si ritrovano ad affrontare un prototipo migliorato creato come Due, ma riescono ad ucciderlo con l'aiuto dei sopraggiunti compagni. Siccome Due ha esaurito i naniti e sta morendo, Sei gli inietta il sangue del prototipo ucciso, ristabilendola grazie ai nuovi naniti. Al rientro sulla nave, Sei si accorge che Tre si comporta in modo strano e insieme a Due lo stordisce, scoprendo che sembra posseduto da una sorta di parassita di forma liquida, iniettatogli quando era prigioniero. Quando lo mettono in stasi nell'attesa di trovare una cura, il parassita esce dal corpo di Tre e riescono a liberarsene espellendolo nello spazio.

## Take The Shot
- Titolo originale: Take The Shot
- Diretto da: Paul Day
- Scritto da: Paul Mullie

### Trama
Mentre è in ricarica, l'androide ha un sogno in cui appare Victor, il capo degli androidi emancipati che l'aveva spronata a liberarsi. Quando si risveglia l'androide presenta all'equipaggio una simulazione di sé stessa creata per controllare le proprie funzionalità e secondo la quale l'androide è difettosa e andrebbe resettata. Mentre l'equipaggio decide cosa fare, l'androide si mette di nuovo sotto carica e riprende a sognare. Due, Tre e Quattro hanno delle allucinazioni a causa delle quali rischiano la vita. Salvati dagli altri compagni, la simulazione dell'androide afferma che sono state vittima dell'attacco di un virus che ha infettato la nave e sta cercando di ucciderli usando le loro impronte neurali salvate nel database. Sempre secondo quanto dice, il colpevole è l'androide e l'unica soluzione è distruggerla prima che si risvegli e sia anche una minaccia fisica. Cinque non crede a tutto questo e riesce a identificare che la proiezione è parte del virus: scoperto il tranello, il virus rilascia gas tossico di raffreddamento in tutta la nave costringendo l'equipaggio a rifugiarsi nello shuttle. L'androide si rende conto che la Raza è in pericolo e decide di abbandonare il sogno per aiutare l'equipaggio. Due, forte dei suoi naniti cerca di raggiungere il sistema di controllo, ma viene ostacolata dal virus. L'androide, seguendo i suoi ordini, disconnette il nucleo del computer fermando il virus. Stando a quanto scoperto, il virus era stato inserito dalla Mikkei dell'universo alternativo, prima di riconsegnare la nave. Mentre l'androide ripristina i vari sistemi della nave dall'attacco del virus, Quattro apre il file dell'impronta neurale che contiene tutti i suoi ricordi.

## Wish I’d Spaced You When I Had The Chance
- Titolo originale: Wish I’d Spaced You When I Had The Chance
- Diretto da: Mairzee Almas
- Scritto da: Joseph Mallozzi

### Trama
Mentre i membri della Raza sono a fare acquisti su un pianeta, Cinque viene rapita da dei banditi e Tre si mette alla sua ricerca. Intanto l'Autorità Galattica viene informata della loro presenza e arriva sul pianeta per arrestarli usando la tecnologia dei cloni. Due, Quattro e Nyx riescono a tornare sulla Raza, ma decidono di scendere nuovamente sul pianeta a cercare gli altri due compagni. Tre intanto salva Cinque, ma viene ferito da un proiettile e vengono inseguiti dall'ispettore capo Kierken. Non riuscendo a proseguire, Tre convince Cinque a lasciarlo indietro e la ragazza a malincuore esegue. Tre viene arrestato da Kierken e, messo sotto pressione sul destino dei suoi compagni, confessa all'ispettore quanto realmente accaduto sul furto del dispositivo dei buchi bianchi, affermando però di essere l'unico coinvolto. Cinque intanto fa esplodere il mezzo dell'Autorità Galattica attirando anche gli altri membri della Raza che liberano Tre, ma decidono di lasciare andare Kierken. Ritornati a bordo, Sei discute con Due con due sulla rivolta delle colonie esterne e dell'imminente guerra tra corporazioni, cercando di convincerla ad utilizzare il loro motore istantaneo per ergersi a difensori della pace nel caos che seguirà il crollo delle corporazioni. Più tardi, Quattro chiede all'Androide di aiutarlo a caricare la sua impronta neurale in modo che egli possa riacquistare tutti i vecchi ricordi.

## Sometimes in Life You Don't Get to Choose
- Titolo originale: Sometimes in Life You Don't Get to Choose
- Diretto da: William Waring
- Scritto da: Joseph Mallozzi e Paul Mullie

### Trama
Quattro, riacquistati i ricordi con l'aiuto dell'androide, attua il suo piano per riprendere il trono di Zairon: sfruttando il motore istantaneo della Raza, attacca di sorpresa la nave del generale Drago e lo convince a passare dalla sua parte con la promessa di vincere la guerra contro Pyr che Zairon sta perdendo. Con il suo aiuto, tende un'imboscata anche alla nave del suo fratellastro e attuale imperatore Hiro, convincendolo di non avere ucciso loro padre, ma di essere stato incastrato dall'imperatrice. Hiro fronteggia la madre scoprendo che quando detto dal fratellastro è vero, decidendo quindi di abdicare in favore di Quattro, come da lui richiesto. L'imperatrice tuttavia impedisce al figlio di fare questo proclama alla nazione, chiudendolo nelle sue stanze e affermando di avere sventato un colpo di stato tentato da Ryo. Quest'ultimo, nonostante il parere negativo di tutti i compagni, si reca ugualmente a Zairon per liberare il fratello e farlo abidcare, ma quando si reca dal generale Drago scopre che è stato ucciso e viene arrestato dai lealisti dell'imperatrice. L'equipaggio della Raza scende sul pianeta per salvare Quattro, ma tutti eccetto Cinque vengono catturati dai Veggenti, che si sono alleati dell'imperatrice per riprendersi Nyx dalla Raza. I Veggenti tuttavia sottovalutano Cinque che riesce a liberare l'imperatore Hiro che giunge nella sala del trono, dando ordine di arrestare la madre e abdicando in favore del fratello. Quattro, contraddicendo completamente la profezia appena fatta dai Veggenti, li fa uccidere insieme all'imperatrice e al fratello nella sorpresa generale.

## But First, We Save the Galaxy
- Titolo originale: But First, We Save the Galaxy
- Diretto da: Ron Murphy
- Scritto da: Joseph Mallozzi e Paul Mullie

### Trama
I membri della Raza vogliono impedire la guerra tra le corporazioni: basandosi sul casus belli dell'universo alternativo, Due spiega a Truffault che qualcuno farà esplodere la stazione di Eos-7 dove a breve si svolgerà una riunione tra tutte le corporazioni, convincendola ad aiutarli per sventare la minaccia. Cinque s'infiltra come parte della delegazione Mikkei e riesce a collegare la Raza con la videosorveglianza. L'androide si accorge che il video dell'hangar di arrivo della Ferrous Corporation è una registrazione, quindi Due, Tre e Sei usano quell'hangar per raggiungere la stazione e cercare una bomba con dei rilevatori. Sei viene notato e catturato dall'ispettore capo Kierken, a capo della sicurezza della stazione, mentre Tre ritrova Cinque e la aggiorna su quanto scoperto. Tre torna verso l'hangar, ma viene fermato e malmenato dagli uomini della Ferrous che fuggono con la navetta. Cinque intanto intuisce che la guardia del corpo portata della Ferrous è un androide camuffato da umano grazie all'aggiornamento fatto anche dal loro androide e che la bomba è dentro di lui. Colpito dalla gentilezza di Cinque, l'androide decide di contravvenire agli ordini e si espelle nello spazio, esplodendo lontano dalla stazione. Intanto Quattro, che partecipa alla riunioni come delegato della Lega dei Mondi Autonomi, venuto a conoscenza della presenza dei suoi compagni sale di nascosto sulla Raza, disattiva l'androide con un codice di sicurezza vocale e ruba il dispositivo per il viaggio istantaneo, volendolo utilizzare per vincere la guerra di Zairon contro Pyr. Mentre lo trafuga, il capo della sua guardia personale Misaki, contravvenendo ai suoi ordini, affronta Nyx e la avvelena, lasciandola esanime sulla nave. Dopo che Quattro e Misaki fuggono dalla nave, riattivano l'androide e le dicono di allertare i membri della Raza di fuggire dalla stazione perché esploderà a breve. L'androide avvisa Due di quanto accaduto e la comunicazione viene intercettata da Kierken che ha preso la trasmittente di Sei. Kierken, pur volendo arrestare anche gli altri membri della Raza, si dirige verso la stanza del reattore e uccide un delegato di Zairon che stava armeggiando con i comandi. Tuttavia è troppo tardi: il reattore della stazione è stato sovraccaricato ed esplode uccidendo anche Kierken, poi la stazione, rimasta senza corrente, comincia a disintegrarsi.